# سارة راتنر
كانت سارة راتنر (9 يونيو 1903 - 28 يوليو 1999) عالمة الكيمياء الحيوية الأمريكية. أدت مساهماتها في دراسة استقلاب النيتروجين إلى فهم أفضل للاضطرابات البشرية في تخليق اليوريا. في عام 1961 ، مُنح راتنر وسام جارفان - أولين من الجمعية الكيميائية الأمريكية وانتُخب في الأكاديمية الوطنية للعلوم في عام 1974.

## الحياة والمسار المهني
كان والدا راتنر مهاجرين يهوديين روس جاءوا إلى الولايات المتحدة في أواخر القرن العشرين. كان والدها، آرون راتنر، يمتلك شركة تصنيع. جنبا إلى جنب مع شقيقها التوأم، ولدت سارة في 9 يونيو 1903 في مدينة نيويورك. كانت أصغر اخواتها والفتاة الوحيدة من بين الأطفال الخمسة. قدم لها والدها نفس التعليم الأكاديمي الذي حصل عليه إخوتها، لكنها أصبحت العضو الوحيد في الأسرة الذي تابع مهنة علمية.

## المسار الوظيفي
حصلت راتنر على منحة دراسية في جامعة كورنيل عام 1920 في الكيمياء. بصفتها المرأة الوحيدة في معظم فصولها، وبسبب طبيعتها الخجولة ، واجهت صعوبة في مشاركة تجاربها وأفكارها مع زملائها. بعد تخرجها في عام 1924، تم توظيف راتنر في مختبر طب الأطفال في مستشفى لونغ آيلاند كوليدج في مدينة نيويورك.
كطالبة دراسات عليا، انجذبت راتنر نحو الكيمياء الحيوية، التي كانت مشغولة بشكل أساسي في علم وظائف الأعضاء والكيمياء العضوية في أوائل الثلاثينيات. تم قبولها على درجة الدكتوراه. طالب هانز ثاتشر كلارك في قسم الكيمياء الحيوية بكلية الأطباء والجراحين في جامعة كولومبيا.